# Chełmno nad Nerem

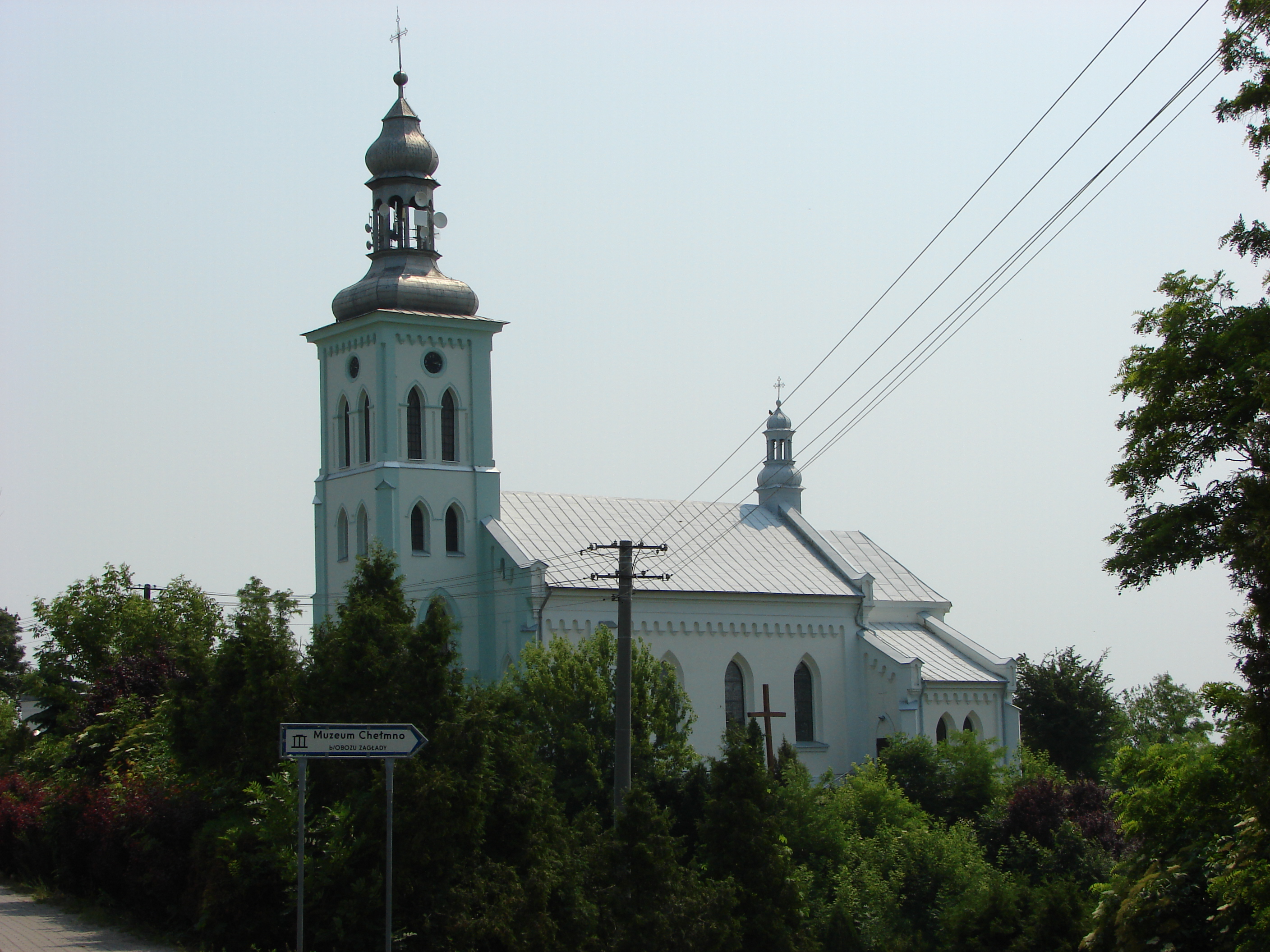
Biserică

Chełmno nad Nerem (← poloneză, germană Kulmhof an der Nehr) este un sat din comuna Dąbie, powiat kolski, voievodatul Polonia Mare. A fost ales ca un loc de organizare a primului lagăr de exterminare nazist pe teritoriul Poloniei. Astăzi are o populație de aproximativ 350 de locuitori.